# Aulus Pompeu
|  | Per a altres significats, vegeu «Aule Pompeu Bitínic». |

Aulus Pompeu (llatí: Aulus Pompeius) va ser un polític i magistrat romà dels segles ii i i aC. Era possiblement fill de Pompeu, l'enemic de Tiberi Grac, i germà de Quint Pompeu Ruf (cònsol). Formava part de la gens Pompeia.
En parla Plutarc i diu que va ser tribú de la plebs l'any 102 aC. Durant el seu tribunat va fer cap a Roma l'endeví Bataces, gran sacerdot i profeta de la Magna Mater a Pessinunt, i va assegurar davant del Senat que la deessa havia anunciat que els romans obtindrien una gran victòria contra els seus enemics, els cimbres i els teutons. El Senat va creure la profecia i va manar d'aixecar un temple a Cíbele en agraïment. Quan Bataces es va presentar davant del poble per repetir la profecia, Aulus Pompeu ho va prohibir, i el va tractar de mentider. El va expulsar, insultant-lo, de la tribuna d'oradors. Dissolta l'assemblea, Aulus Pompeu va agafar unes febres fortíssimes que el van dur a la mort al cap d'una setmana. Quan això es va saber, el poble va tenir plena confiança en els oracles de Cíbele.
Va ser el pare de Quint Pompeu Bitínic. Es coneixen poques dades més de la seva vida.